# Grabitz (Furth im Wald)

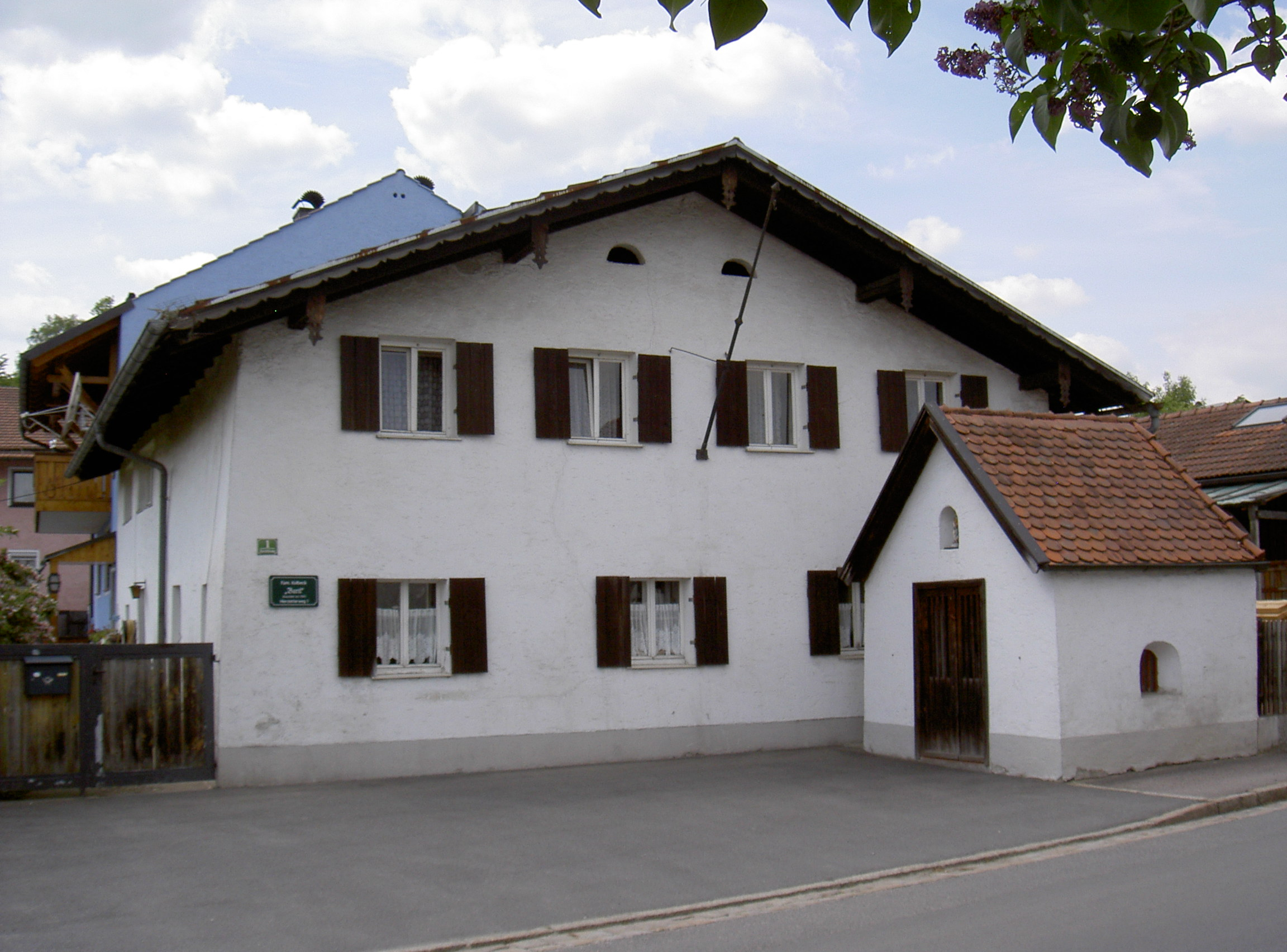
Grabitz, denkmalgeschütztes Bauernhaus mit Hofkapelle

Grabitz ist ein Gemeindeteil der Stadt Furth im Wald im Landkreis Cham des Regierungsbezirks Oberpfalz im Freistaat Bayern.

## Geografie
Grabitz liegt am Westrand von Furth im Wald. Es wird durch den Grabitzer Bach (auch: Ölbrunnbach, Ölbach) von Furth getrennt. Auf den modernen Karten ist diese Trennung kaum noch erkennbar.

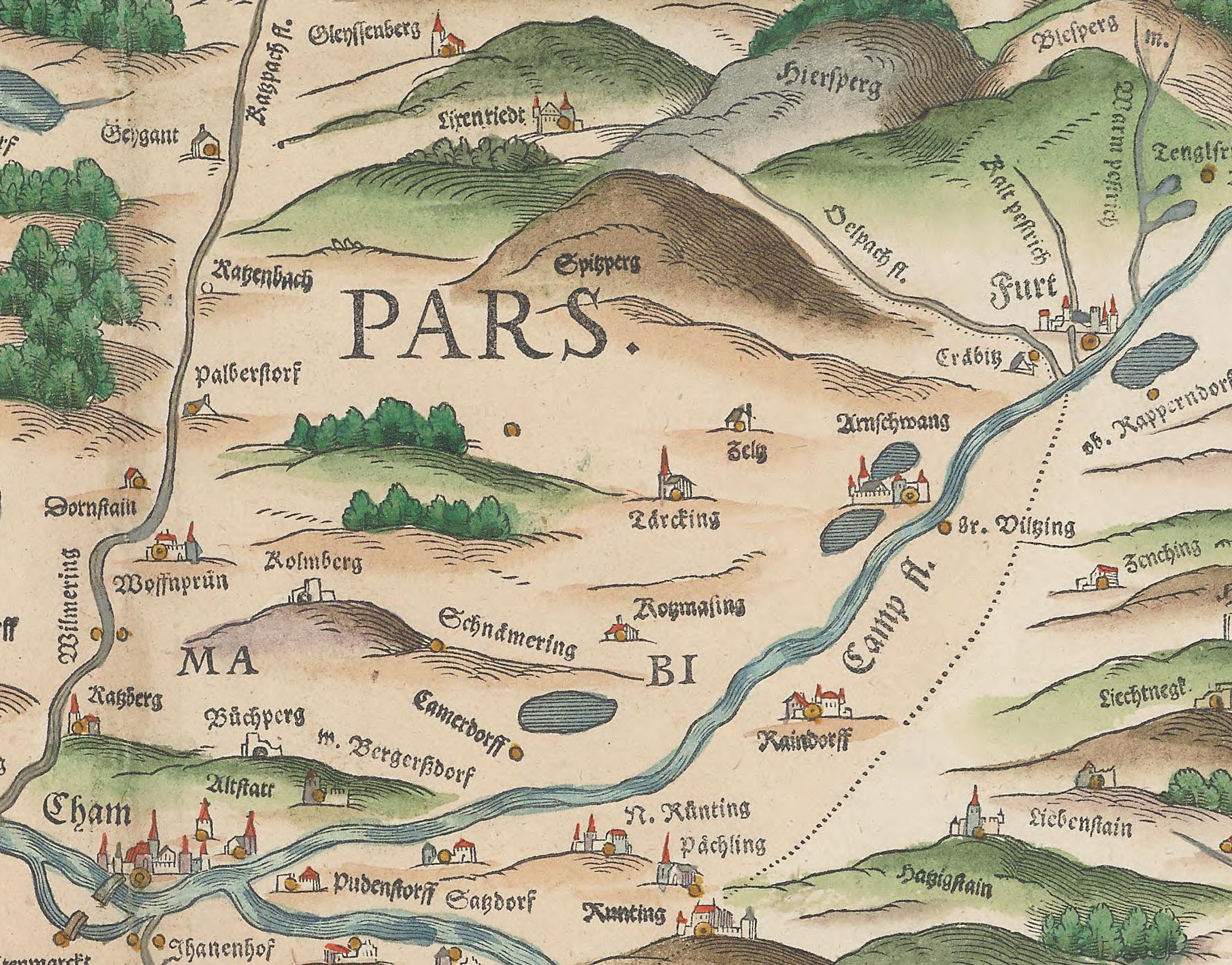
Grabitz auf der Apian-Karte von 1568

## Geschichte
Grabitz (auch: Grawat, Grawiz, Chrewitz, Kräbitz) wurde 1086 erstmals schriftlich erwähnt, als es von Kaiser Heinrich IV. an Friedrich II., Domvogt von Regensburg, geschenkt wurde. Es gehörte zur Mark Cham.
Im Dreißigjährigen Krieg wurde die Bevölkerung nicht nur von den feindlichen Truppen terrorisiert, sondern auch von den eigenen Verbündeten. Im September des Jahres 1621 überschritten die kaiserlichen Truppen, geführt von Oberst von Anholt, die Grenze bei Furth im Wald, plünderten viele Ortschaften, darunter auch Grabitz, und ermordeten deren Bewohner auf grausame Weise.
1752 hatte Grabitz 28 Anwesen, darunter 1 Landsassengut, 1 Wirt, 1 Schmiede, 1 Mühle und 2 Hüthäuser.
1808 wurde die Verordnung über das allgemeine Steuerprovisorium erlassen. Mit ihr wurde das Steuerwesen in Bayern neu geordnet und es wurden Steuerdistrikte gebildet. Der Steuerdistrikt Grabitz bestand aus den Ortschaften Grabitz und Haberseigen.
1821 wurden im Landgericht Cham Gemeinden gebildet. Dabei wurde Grabitz landgerichtsunmittelbare Gemeinde. Sie war mit dem Steuerdistrikt Grabitz identisch. Ab 1867 gehörten zur Gemeinde Grabitz die Dörfer Grabitz und Haberseigen und die Einöden Stieberg und Tradtbauer. 1946 wurde die Gemeinde Grabitz aufgelöst. Grabitz mit Stieberg und Tradtbauer wurde nach Furth im Wald eingemeindet und Haberseigen kam zur Gemeinde Ränkam.

## Religiöses Leben in Grabitz

### 14. Jahrhundert bis Reformation
Grabitz gehörte zur Pfarrei Arnschwang, Dekanat Cham, deren Kirche zu den ältesten Tochterkirchen von Chammünster gehört und schon im 14. Jahrhundert erwähnt wurde.

### Reformationszeit
Grabitz wurde in den Jahren zwischen 1526 und 1626 von den Wirren der Reformation betroffen, weil Heinrich von Guttenstein 1509 die Herrschaft Schwarzenburg-Rötz und die Stadt Waldmünchen mit Gleißenberg an Ludwig von der Pfalz (1508–1544) und dessen Bruder Friedrich von Amberg verkaufte, um seine Schulden zu decken. Dadurch kam Grabitz zur Oberpfalz, während Furth im Wald bei Bayern und katholisch blieb. Der Grabitzer Bach (auch: Ölbrunnbach, Ölbach), der Grabitz von Furth trennt, bildete in dieser Zeit die Grenze zwischen der Oberpfalz und Niederbayern und zwischen den Religionen.
Während der Reformationszeit mussten die Bewohner von Grabitz fünfmal ihr Bekenntnis wechseln:
- 1526–1559 lutherisch unter Friedrich II.[20]
- 1559–1576 kalvinistisch unter Friedrich III.[21]
- 1576–1583 lutherisch unter Ludwig VI.[22]
- 1583–1626 kalvinistisch unter Johann Kasimir (1583–1592), Friedrich IV. (1592–1610), Friedrich V. (1610–1623)[23]

Während der Reformationszeit gingen trotz Verbot und drohender Strafen viele Bewohner aus Grabitz und der Umgebung über den Grabitzer Bach in das nahe katholische Furth im Wald zum Gottesdienst, ließen dort ihre Kinder taufen und wallfahrteten nach Neukirchen beim Heiligen Blut. Wer dabei erwischt wurde, musste Religionsunterricht nehmen oder auswandern.

### Gegenreformation
1626 eroberte Maximilian I. (1597–1623 Herzog von Bayern, 1623–1648 Kurfürst von der Pfalz, 1648–1651 Kurfürst von Bayern) die Oberpfalz und führte die Gegenreformation durch. Die Bevölkerung von Grabitz kehrte zum Katholizismus zurück. Die Pfarrei Arnschwang und damit auch Grabitz gehörten nun wieder zum Dekanat Cham.
1845 wurde Grabitz nach Furth im Wald umgepfarrt. In der Matrikel von 1997 wurde Grabitz nicht mehr gesondert aufgeführt, sondern als Teil von Furth betrachtet.

## Einwohnerentwicklung ab 1838
| Jahr | Einwohner | Gebäude |
| ---- | --------- | ------- |
| 1838 | 301       | 35      |
| 1861 | 283       | 117     |
| 1871 | 283       | 108     |
| 1885 | 385       | 55      |
| 1900 | 474       | 61      |
| 1913 | 460       | 47      |

| Jahr | Einwohner | Gebäude |
| ---- | --------- | ------- |
| 1925 | 513       | 45      |
| 1950 | 648       | 78      |
| 1961 | 708       | 90      |
| 1970 | 669       | k. A.   |
| 2011 | 401       | k. A.   |

## Sehenswürdigkeiten und Tourismus
In Grabitz, Hierstetterweg 1, steht ein denkmalgeschütztes Bauernhaus aus dem 17. Jahrhundert mit Hofkapelle, die sogenannte Bartl-Kapelle, erbaut um 1810 (Denkmalnummer D-3-72-126-66). Das Bauernhaus ist ein zweigeschossiger und giebelständiger Flachsatteldachbau, die Hofkapelle ein traufständiger Satteldachbau.
Durch Grabitz führt der Mountainbikeweg MTB-Tour 19.